# ガイシューイッショク!
『ガイシューイッショク！』は、色白好による日本の漫画。『ビッグコミックスペリオール』（小学館）にて、2017年12号より連載中。2024年6月時点で累計部数は190万部を突破している。

## あらすじ
不動産屋に勤務する小森のもとに、下宿先を探す境みちるが来店する。しかしみちるは、来店時に無収入、保証人がいないなどの問題を抱えていた。それでも小森は真摯な接客をし、みちるの部屋探しに何件も付き合うが、全滅。帰店し小森が次の賃貸資料をまとめていると、上司に「安い客は早く帰らせろ」と促され、小森は棘のない言い方でみちるに妥協案を促すが、不動産屋の客としては問題のあるみちるが横暴な態度で「却下。仕事しろ。」と罵倒する。これにキレた小森は「そんなに希望を通したいなら、大家さんに身体で家賃を払うくらいのことをしないと無理だ。嫌ならうちの空き部屋にでも住まわせてやろうか？もう少し立場をわきまえろ。」と口走ってしまう。これに怒ったみちるは店を飛び出していく。しかし後日、他の不動産屋に全く客として取り合ってもらえなかったみちるは再度小森の前に現れ、小森はみちるに携帯電話を奪われたあげく脅迫素材を捏造されてしまい、みちるの下宿を認めさせられる。それ以来、二人の奇妙な同棲生活もとい「同棲性活」が始まるのだった。

## 登場人物
小森 広海（こもり ひろみ）
本作の主人公。27歳。埼玉県出身。不動産屋に勤務のサラリーマン。独身。同棲していた恋人と別れたばかりで、未練を残している。みちると同棲して以降、彼女に対して性欲を溜め込んでいる。
境 みちる（さかい みちる）
本作のヒロイン。20歳。漫画家を目指し、上京してきた家出娘。ツリ目、茶髪のボブカット、小柄の体型に巨乳の美女。漫画家としてのペンネームはサカミチルイ。高飛車な性格で、小森にもよくキツい言動を浴びせている。

## 書誌情報
- 色白好 『ガイシューイッショク！』 小学館〈ビッグコミックス〉、既刊6巻（2025年2月28日現在）
  1. 2018年6月29日発売[3]、ISBN 978-4-09-189888-3
  2. 2019年2月28日発売[4]、ISBN 978-4-09-860230-8
  3. 2019年11月29日発売[5]、ISBN 978-4-09-860492-0
  4. 2021年3月30日発売[6]、ISBN 978-4-09-860858-4
  5. 2023年4月28日発売[7]、ISBN 978-4-09-861491-2
  6. 2025年2月28日発売[8]、ISBN 978-4-09-863206-0